# Y'All Want a Single
«Y'All Want a Single» —en español: «Todos quieren un sencillo»— es una canción de la banda de nu metal Korn, y su segundo sencillo lanzado en marzo de 2004, para su sexto álbum de estudio, Take a Look in the Mirror, en esta ocasión, producido por ellos mismos.

## Listado de canciones
| CD, Maxi-Single, Promo |                                                 |          |  |
| N.º                    | Título                                          | Duración |  |
| 1.                     | «Y'All Want A Single» (Álbum Versión)           | 3:17     |  |
| 2.                     | «Y'All Want A Single» (Suck That Clean Version) | 3:19     |  |

## Posicionamiento
| Lista (2004)                      | Posición |
| --------------------------------- | -------- |
| Mainstream Rock Songs (Billboard) | 23       |

## Video musical
El clip dirigido por Andrews Jenkins muestra una multitud destruyendo una tienda de discos. El video comienza con los miembros de Korn entrando a la tienda y destruyendo todos los CD de música y a medida que transcurre el video aparece en la pantalla, mensajes contra el negocio de la música.

### Frases que aparecen en el video
- Music Monopoly? / ¿Monopolio de música?
- One Corporation Owns The 5 Major Video Channels In The U.S. / Una corporación posee los 5 principales canales de vídeo en Estados Unidos.

- Is That OK? / ¿Está bien eso?
- Last Year The BIG 5 Record Labels Together Sold About $25 Billion Dollars Of Music. / El año pasado, los 5 GRANDES sellos discográficos vendieron juntos $25 billones de dólares en música.
- 90% Of Releases On Major Labels DO NOT Make A Profit. / El 90% de los lanzamientos en sellos discográficos no generan ganancias.
- Britney Spears' Last Video Cost $1,000,000. / El último vídeo de Britney Spears costó $1,000,000. (en referencia al video de Toxic)
- This Korn Video Costs $150,000. / Este vídeo de Korn costó $150,000.
- You Have Seen $48,000 Worth Of Video. / Y hasta ahora has visto $48,000 de lo invertido en el  vídeo.
- Will Any Music Channel Play This Video? / ¿Algún canal musical pondrá este vídeo?
- The Music "Industry" Releases 100 Songs Per Week. / La "industria" de la música lanza 100 canciones a la semana.
- Only 4 Songs Are Added To The Average Radio "Playlist" Each Week. / Sólo 4 [nuevas] canciones se añaden a las listas promedio de radiodifusoras a la semana.
- Hit Songs On TOP 40 Are Often REPEATED Over 100 Times A Week. / Las "éxitos comerciales" son a veces repetidas más de 100 veces a la semana en el TOP 40.
- Is That All You Want To Hear? / ¿Eso es lo que quieres oír?
- Why Is A Song Worth 99c? / ¿Por qué una canción cuesta $0.99?
- Do You Download Songs? / ¿Tu descargas canciones de Internet?
- Steal This Video. / Roba este vídeo
- This Is A Single. / Éste es un single.
- Two Radio Conglomerates Control 42% Of Listeners. / Sólo dos conglomerados radiales controlan el 42% de los escuchas.
- The Record Company Wanted Us To Change This Video. We Didn't. / La disquera quería que cambiáramos este vídeo. No lo hicimos.
- Y'all Want A Single. / Todos ustedes quieren un sencillo.
- 90% Of All Singles Get To "The Hook" Within 20 Seconds. / El 90% de todas las canciones, llegan a "el Gancho" en 20 segundos.
- 98% Of All #1 Singles Are Less Than 3 Minutes and 30 Seconds Long. / El 98% de todos los sencillos #1 duran menos de 3 minutos y 30 segundos.
- Does This Seem Like A Formula To You? / ¿Te parece ésta una fórmula?
- With All This Said... / Con todo esto dicho...
- We Love Making Music. / Amamos hacer música.
- Is This The Music "Business"? / ¿Es este el "negocio" de la música?
- Is That OK? / ¿Está bien esto?
- Thank You For Your 3 Minutes Of Time / Gracias por los 3 minutos de tu tiempo. Korn.
- Music Monopoly? / ¿Monopolio de música?
- Love, Korn / Con amor, Korn